# آرونسی-سور-کرون
آرونسی-سور-کرون (به فرانسوی: Arrancy-sur-Crusne) یک کمون در فرانسه است که در canton of Spincourt واقع شده‌است. آرونسی-سور-کرون ۲۰٫۱۶ کیلومتر مربع مساحت دارد ۲۸۸ متر بالاتر از سطح دریا واقع شده‌است.